# Tanlouka
Tanlouka är en ort i Burkina Faso.   Den ligger i regionen Plateau-Central, i den centrala delen av landet, 80 km öster om huvudstaden Ouagadougou. Tanlouka ligger 296 meter över havet och antalet invånare är 908.
Terrängen runt Tanlouka är platt, och sluttar västerut. Närmaste större samhälle är Mogtédo, 15,5 km norr om Tanlouka.
Omgivningarna runt Tanlouka är en mosaik av jordbruksmark och naturlig växtlighet. Runt Tanlouka är det ganska tätbefolkat, med 78 invånare per kvadratkilometer.